# Chavirer
Chavirer est un roman de Lola Lafon paru le 19 août 2020 chez Actes Sud qui a reçu la même année le prix France Culture-Télérama.

## Historique du roman
Présent dans quasiment toutes les premières listes des grands prix littéraires de la rentrée 2020, le roman est retenu parmi les trois finalistes au prix Goncourt des lycéens. Il reçoit le 14 octobre 2020 le prix Landerneau décerné par 230 lecteurs, le 26 novembre le roman reçoit le prix Choix Goncourt de la Suisse, puis le 10 décembre 2020, le prix du roman des étudiants France Culture-Télérama décerné par 1 500 étudiants issus de vingt-quatre universités françaises,.

## Résumé
1984. Cléo, treize ans, de milieu modeste, se voit un jour proposer d'obtenir une bourse délivrée par une mystérieuse Fondation pour réaliser son rêve : danser. Mais c'est un piège, sexuel, monnayable, qui se referme sur elle et dans lequel elle va précipiter d'autres collégiennes.
2019. Un fichier de photos est retrouvé sur internet et suscite un appel à témoins destiné à identifier les anciennes victimes de la Fondation. Devenue danseuse de variétés, Cléo comprend que le passé est revenu la chercher, et qu'il est temps pour elle d'affronter son double fardeau de victime et de coupable.

## Éditions
- Actes Sud, 2020  (ISBN 978-2-330-13934-6)[7]